# Live in Australia
Live in Australia es un álbum en vivo del cantautor estadounidense Chris Isaak, publicado el 17 de octubre de 2008 a través de su sello discográfico independiente Wicked Game Records y distribuido de manera local por Universal Music Australia. La grabación original fue realizado en la ciudad de Melbourne, donde aparecen 20 canciones suyas intercaladas con pequeñas interacciones cómicas con la audiencia.
Una vez publicado el material, Isaak tuvo una nueva visita por el país, donde fue anunciado una gira promocional de 10 fechas para marzo de 2009. En una entrevista realizada por la revista Efe Eme, Isaak aclara que la publicación del material fue debido a peticiones contractuales del sello Reprise.

## Lista de canciones
| N.º      | Título                          | Duración |  |
| 1.       | «Speak of the Devil»            | 4:15     |  |
| 2.       | «Let Me Down Easy»              | 4:05     |  |
| 3.       | «(Intro)»                       | 1:37     |  |
| 4.       | «I'll Go Crazy» (Canción nueva) | 3:13     |  |
| 5.       | «Go Walkin' Down There»         | 3:43     |  |
| 6.       | «Wicked Game»                   | 5:02     |  |
| 7.       | «Lonely with a Broken Heart»    | 2:49     |  |
| 8.       | «(Intro)»                       | 1:28     |  |
| 9.       | «Baby Did a Bad Bad Thing»      | 4:26     |  |
| 10.      | «This Love Will Last»           | 3:13     |  |
| 11.      | «Waiting»                       | 3:04     |  |
| 12.      | «Blue Darlin'» (Canción nueva)  | 3:31     |  |
| 13.      | «(Intro)»                       | 2:03     |  |
| 14.      | «Only the Lonely»               | 2:51     |  |
| 15.      | «One Day»                       | 4:19     |  |
| 16.      | «Somebody's Crying»             | 2:49     |  |
| 17.      | «Blue Hotel»                    | 3:14     |  |
| 18.      | «San Francisco Days»            | 4:04     |  |
| 19.      | «Dancin'»                       | 4:08     |  |
| 20.      | «Blue Spanish Sky»              | 3:57     |  |
| 01:07:55 |                                 |          |  |

| iTunes Bonus Track |                |          |  |
| N.º                | Título         | Duración |  |
| 21.                | «American Boy» | 3:08     |  |
| 01:11:04           |                |          |  |

## Personal
Adaptados desde las líneas internas del álbum.
- Chris Isaak – Voz principal, guitarra.
- Rowland Salley – Bajo eléctrico, voces.
- Hershel Yatovitz – Guitarra líder, coros.
- Kenney Dale Johnson – Batería, coros.
- Scott Plunkett – Teclados, acordeón, coros.
- Rafael Padilla – Percusión.
- Neal Preston – Fotografía.
- Debaser – Diseño.
- Howard Kaufman, Sheryl Louis – Management en HK Management.

## Posicionamiento en listas
| Listas (2008)           | Mejor posición |
| ----------------------- | -------------- |
| Australia (ARIA Charts) | 17             |